# Juan Antonio Canta
Juan Antonio Castillo Madico(Córdoba, 1966-Ibídem, 22 de diciembre de 1996), conocido artísticamente como Juan Antonio Canta, fue un cantautor, poeta, dramaturgo y escritor de relatos español. Formó parte del grupo Pabellón Psiquiátrico. En solitario, saltó a la fama en 1996 con su canción «Rap de los 40 limones». Se suicidó a los 30 años de edad por problemas de depresión.

## Trayectoria
En sus inicios musicales fue cantante de iglesia en un grupo de jóvenes católicos, y ya en su adolescencia comienza a trabajar con distintos artistas de su ciudad, formando a mediados de los años 1980 junto a otros amigos Pabellón Psiquiátrico, banda con la que alcanzaría cierta relevancia, grabando cuatro discos bajo el sello Fonomusic.
Una vez disuelto el grupo en 1992, decide instruirse en Arte Dramático e intenta abrirse hueco en solitario como músico de verbena y cantautor. Así, participa en el taller de que el escritor chileno Marco Antonio de la Parra impartiría en el Centro Nacional de Nuevas Tendencias Escénicas y en el que contaría como compañeros con varios jóvenes dramaturgos que pronto triunfarían en el teatro español: Juan Mayorga, José Ramón Fernández, Pedro Víllora, Angélica Liddell, Raúl Hernández Garrido o Luis Miguel González Cruz. En ese taller escribe obras como Ruta Rosa o Mambo. Es en esta época que se encarnaría en Juan Antonio Canta, seudónimo adoptado tras una presentación en un bar de Córdoba.
Las increíbles aventuras de Juan Antonio Canta (Virgin, 1996), su único álbum en solitario, fue presentado en el Teatro Alfil de Madrid a principios de 1996. Un día, el también cordobés Pepe Navarro entra en el café donde actuaba y decide ficharlo para su programa, Esta noche cruzamos el Mississippi, en Telecinco.
El tema seleccionado para lanzarlo al estrellato es «Rap de los 40 limones», una canción para niños en un mundo de mayores.
Todo ello, aderezado con una coreografía vistosa, conformada por chicas con monos unicolores y Juan Antonio, armado únicamente con su guitarra acústica y con una actitud despampanante. Su canción se convierte indudablemente en el éxito del verano.
Acabada su gira estival, se enfrentaba al reto de un segundo álbum y otra vez desde cero. Así, lo invitan a ir a un programa de Canal Sur y por primera vez pone como condición para asistir que no le mencionen nada sobre la canción.

## Fallecimiento
Juan Antonio Castillo se suicidó el 22 de diciembre de 1996, a los 30 años de edad. Superado por el tormento al que le sometía la frivolidad del público y la crítica hacia su labor como cantautor, se ahorcó en el trastero de sus padres.

## Discografía

### Con Pabellón psiquiátrico
- La primera en la frente (1987)
- Somos dos lactantes (1988)
- Tongo banana (1990)
- Pabellón psiquiátrico (1991)
- Lo más salvaje 1987 - 1992 (1992)

### En solitario
- Las increíbles aventuras de Juan Antonio Canta (1996)

## Publicaciones
- Ruta Rosa. Mambo. Teatro del Astillero, Madrid, 2020. ISBN: 978-84-09-18654-9